# Santa Maria (Pangasinan)
Santa Maria (Bayan ng Santa Maria) är en kommun i Filippinerna. Kommunen ligger på ön Luzon, och tillhör provinsen Pangasinan. Folkmängden uppgår till 27 860 invånare.

## Barangayer
Santa Maria är indelat i 23 barangayer.
| - Bal-loy - Bantog - Caboluan - Cal-litang - Capandanan - Cauplasan - Dalayap - Libsong - Namagbagan - Paitan - Pataquid - Pilar | - Poblacion East - Poblacion West - Pugot - Samon - San Alejandro - San Mariano - San Pablo - San Patricio - San Vicente - Santa Cruz - Santa Rosa |

## Bildgalleri

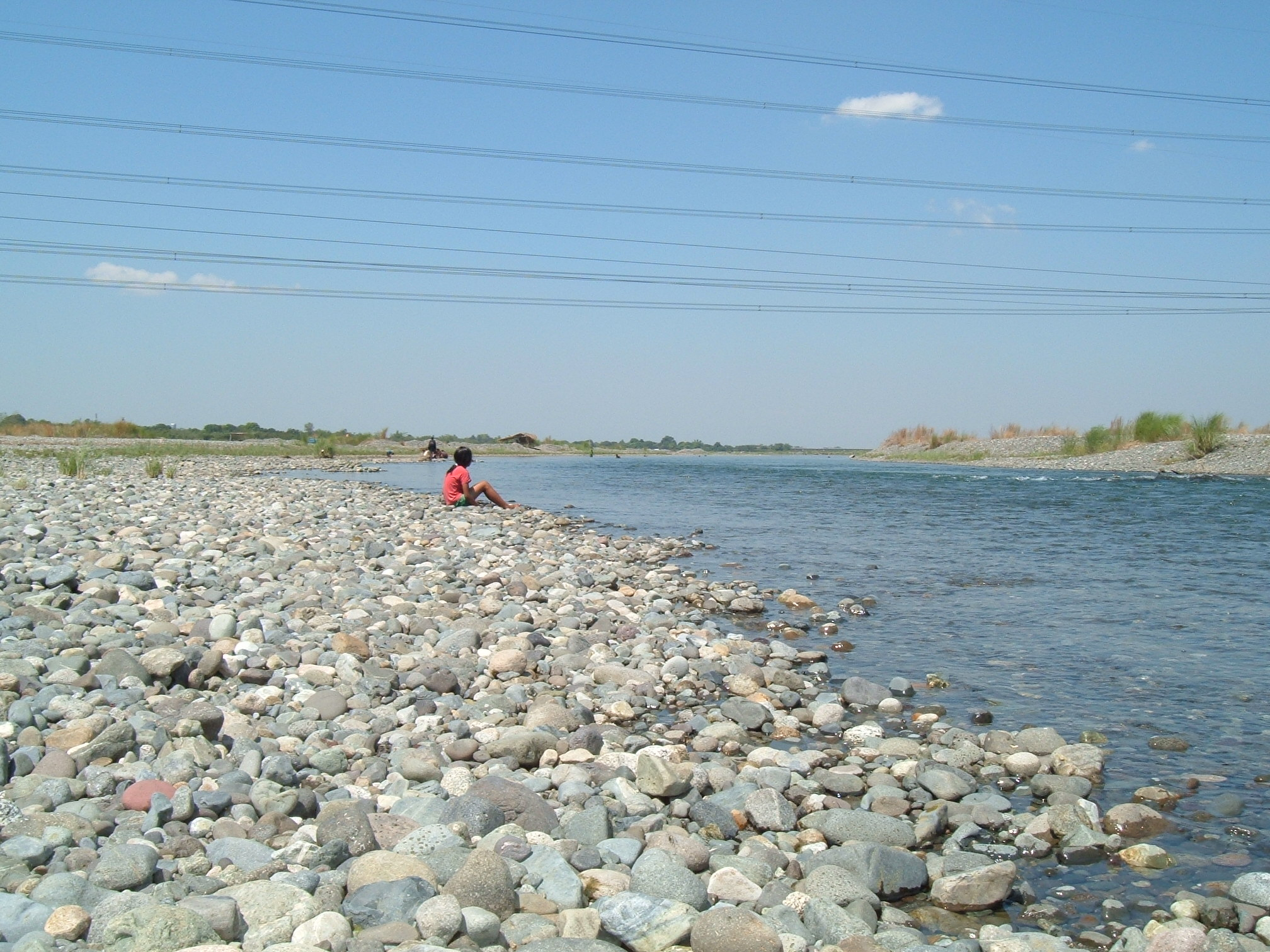